# Myrträsket (Burträsks socken, Västerbotten, 714554-171474)
Myrträsket är en sjö i Skellefteå kommun i Västerbotten och ingår i Sävaråns huvudavrinningsområde. Sjön har en area på 0,0965 kvadratkilometer och ligger 238,9 meter över havet.

## Delavrinningsområde
Myrträsket ingår i det delavrinningsområde (714658-171526) som SMHI kallar för Mynnar i Stavträsket. Medelhöjden är 258 meter över havet och ytan är 8,98 kvadratkilometer. Det finns inga avrinningsområden uppströms utan avrinningsområdet är högsta punkten. Vattendraget som avvattnar avrinningsområdet har biflödesordning 4, vilket innebär att vattnet flödar genom totalt 4 vattendrag innan det når havet efter 74 kilometer. Avrinningsområdet består mestadels av skog (63 procent) och sankmarker (28 procent). Avrinningsområdet har 0,1 kvadratkilometer vattenytor vilket ger det en sjöprocent på 1,1 procent.